# Spiroverbinding

Twee spiroverbindingen:
A 1-broom-3-chloor-spiro[4.5]decan-7-ol
B 1-broom-3-chloor-spiro[3.6]decan-7-ol

Het voorvoegsel spiro in de naam van een organische verbinding betekent dat er in een molecuul twee ringstructuren voorkomen die één, maar niet meer dan één koolstofatoom gemeenschappelijk hebben. Het meest kenmerkende voorbeeld van deze groep verbindingen is spiraan of spiro[2,2]pentaan. 2,6-diaminespiro(3,3)heptaan is door zijn optische activiteit een vertegenwoordiger van een speciale groep van dergelijke verbindingen. Triangulanen in het algemeen en spiropentadieen zijn een voorbeeld van dergelijke organische verbindingen.